# Flèche wallonne 1975
La Flèche wallonne 1975, 39e édition de la course, a lieu le 17 avril 1975 sur un parcours de 225 km. La victoire revient au sprint au Belge André Dierickx, qui a terminé la course en 5 h 48 min 44 s, devant ses compatriotes Frans Verbeeck et Eddy Merckx.
Sur la ligne d’arrivée à Verviers, 57 des 142 partants ont terminé la course.

## Classement final
| #  | Coureur                  | Équipe                         |    | Temps           |
| -- | ------------------------ | ------------------------------ | -- | --------------- |
| 1  | André Dierickx           | Rokado                         | en | 5 h 48 min 44 s |
| 2  | Frans Verbeeck           | Maes Pils-Watney               | +  | 0 s             |
| 3  | Eddy Merckx              | Molteni                        |    | 0 s             |
| 4  | Freddy Maertens          | Carpenter-Confortluxe-Flandria |    | 1 min 39 s      |
| 5  | Jean-Pierre Danguillaume | Peugeot-BP-Michelin            |    | 1 min 39 s      |
| 6  | Gerrie Knetemann         | Gan-Mercier-Hutchinson         |    | 1 min 51 s      |
| 7  | Ferdinand Bracke         | TI-Raleigh                     |    | 1 min 51 s      |
| 8  | Joop Zoetemelk           | Gan-Mercier-Hutchinson         |    | 2 min 29 s      |
| 9  | Roger De Vlaeminck       | Brooklyn                       |    | 2 min 29 s      |
| 10 | Walter Planckaert        | Maes Pils-Watney               |    | 7 min 02 s      |